# Henri Demiéville
Henri Demiéville (* 1888; † 23. November 1956 in Genf) war ein Schweizer Schwimmer und Wasserballspieler.

## Karriere
Demiéville nahm 1920 erstmals an Olympischen Spielen teil. In Antwerpen erreichte er im Wettbewerb über 400 m Brust den Halbfinal. Mit der Schweizer Wasserballmannschaft wurde er Neunter. Vier Jahre später folgte seine zweite olympische Teilnahme. Bei den Spielen in Paris erreichte er mit der Nationalmannschaft im Wasserball den zehnten Rang.